# WRESTLE-1チャンピオンシップ
WRESTLE-1王座（レッスル-ワンおうざ）は、WRESTLE-1が管理、認定していた王座。

## 歴史
当初、WRESTLE-1ではTNAなどとの統一王座構想を練っていたこともあり、フラッグシップタイトルを保有しない方向であったが、TNA Xディヴィジョン王座を奪取した真田聖也がTNAに主戦場を移したことなどに不満を持つ船木誠勝が独自タイトル創設を声高らかに希望したため方向転換し、2014年7月21日に王座創設を決めた。初代王座は船木を含む所属16人によりトーナメントで争われ、河野真幸がこれを制した。
WRESTLE-1のフラッグシップタイトルとしてタイトルマッチが行われていたが、2020年3月15日大田区総合体育館での興行にてカズ・ハヤシが中嶋勝彦から王座を奪取した後、WRESTLE-1の活動停止に伴い王座は封印された。

## 歴代王者
| 歴代   | 選手         | 戴冠回数 | 防衛回数 | 獲得日付      | 獲得場所 （対戦相手・その他） |
| ------ | ------------ | -------- | -------- | ------------- | ----------------------------- |
| 初代   | 河野真幸     | 1        | 0        | 2014年10月8日 | 後楽園ホール KAI              |
| 第2代  | 武藤敬司     | 1        | 2        | 2014年11月1日 | 両国国技館                    |
| 第3代  | KAI          | 1        | 0        | 2015年3月8日  | 後楽園ホール                  |
| 第4代  | 鈴木秀樹     | 1        | 2        | 2015年4月1日  | 後楽園ホール                  |
| 第5代  | KAI          | 2        | 0        | 2015年7月12日 | 後楽園ホール                  |
| 第6代  | 征矢学       | 1        | 2        | 2015年9月21日 | 後楽園ホール                  |
| 第7代  | 火野裕士     | 1        | 2        | 2016年1月10日 | 後楽園ホール                  |
| 第8代  | KAI          | 3        | 1        | 2016年5月4日  | 後楽園ホール                  |
| 第9代  | 稲葉大樹     | 1        | 1        | 2016年8月11日 | 横浜文化体育館                |
| 第10代 | 河野真幸     | 2        | 2        | 2016年11月2日 | 後楽園ホール                  |
| 第11代 | 芦野祥太郎   | 1        | 7        | 2017年3月20日 | 後楽園ホール                  |
| 第12代 | 征矢学       | 2        | 1        | 2018年3月14日 | 後楽園ホール                  |
| 第13代 | 芦野祥太郎   | 2        | 2        | 2018年9月2日  | 横浜文化体育館                |
| 第14代 | T-Hawk       | 1        | 2        | 2019年1月5日  | 後楽園ホール                  |
| 第15代 | 稲葉大樹     | 2        | 1        | 2019年9月1日  | 横浜文化体育館                |
| 第16代 | 中嶋勝彦     | 1        | 2        | 2020年1月12日 | 後楽園ホール                  |
| 第17代 | カズ・ハヤシ | 1        | 0        | 2020年3月15日 | 大田区総合体育館 封印         |